# Шеменермучаш
 Шеменермучаш  — деревня в Параньгинском районе Республики Марий Эл. Входит в состав Ильпанурского сельского поселения.

## География
Находится в восточной части республики Марий Эл на расстоянии приблизительно 5 км по прямой на север от районного центра посёлка Параньга.

## История
Основана в начале XIX века как починок марийцами. В 1836 году в починке Шеменер-Мучаш (Павлово при речке Шеменерка) насчитывалось 5 дворов, 37 человек. В 1859 году здесь было 6 дворов и 47 жителей, в 1884 11 и 81, в 1905 16 и 136, в 1925 163 жителя. В 1982 году в деревне насчитывалось 30 хозяйств, в которых жили 138 человек, все марийцы. В 2003 году оставалось 25 дворов. В советское время работали колхозы им. Ворошилова, «У саска», им. Молотова, «Победа», позднее СПК СХА «Элпанур».

## Население
Население составляло 97 человек (мари 98 %) в 2002 году, 100 в 2010.